# Klášter Margam
Klášter Margam (velšsky Abaty Margam) je bývalý cisteciácký klášter zasvěcený Panně Marii v obci Margam nedaleko města Port Talbot. Krátce před svou smrtí jej roku 1147 založil Robert z Gloucesteru a obdaroval jej štědrou donací ve formě pozemků na západním pobřeží Glamorganu. Prvotní konvent byl povolán z francouzského Clairvaux a klášter během následujících let prosperoval. Opatství bylo rozpuštěno roku 1536 za vlády Jindřicha VIII., kostel byl přeměněn na farní a klášterní budovy rozprodány světským vlastníkům. Dochované Margamské anály jsou považovány za jednu z nejvýznamnějších velšských klášterních kronik. V současnosti patří místní farní kostel pod diecézi Llandaff.